# Tournoi de tennis de Long Island
Le tournoi de Long Island est un tournoi de tennis du circuit professionnel masculin ATP tour qui se déroule à Long Island aux États-Unis. Créé en 1990, il a été organisé jusqu'en 2004 juste avant l'US Open et était classé International Series.
L'ATP réintègre le tournoi au calendrier en 2018 en remplacement du tournoi de Memphis. Classé en catégorie ATP 250, il se joue sur dur en intérieur.
En 2018, le tournoi est le premier sur l'ATP à utiliser des courts de tennis noirs. Le seul exemple précédent d'une telle couleur était à la Laver Cup, organisée pour la première fois à Prague en 2017. Le tournoi a demandé la permission à l'ATP d'utiliser cette couleur de terrain spécifique.

## Palmarès messieurs

### Simple
| No | Date       | Nom et lieu du tournoi                         | Catégorie      | Dotation       | Surface        | Vainqueur           | Finaliste          | Score           |                |
| -- | ---------- | ---------------------------------------------- | -------------- | -------------- | -------------- | ------------------- | ------------------ | --------------- | -------------- |
| 1  | 20-08-1990 | Norstar Bank Hamlet Challenge Cup, Long Island | World Series   | 225 000 $      | Dur (ext.)     | Stefan Edberg       | Goran Ivanišević   | 7-6, 6-3        |                |
| 2  | 19-08-1991 | Norstar Bank Hamlet Challenge Cup, Long Island | World Series   | 225 000 $      | Dur (ext.)     | Ivan Lendl          | Stefan Edberg      | 6-3, 6-2        |                |
| 3  | 24-08-1992 | Waldbaum’s Hamlet Cup, Long Island             | World Series   | 235 000 $      | Dur (ext.)     | Petr Korda          | Ivan Lendl         | 6-2, 6-2        |                |
| 4  | 23-08-1993 | Waldbaum’s Hamlet Cup, Long Island             | World Series   | 275 000 $      | Dur (ext.)     | Marc Rosset         | Michael Chang      | 6-4, 3-6, 6-1   |                |
| 5  | 22-08-1994 | Waldbaum’s Hamlet Cup, Long Island             | World Series   | 288 750 $      | Dur (ext.)     | Ievgueni Kafelnikov | Cédric Pioline     | 5-7, 6-1, 6-2   |                |
| 6  | 21-08-1995 | Genovese Hamlet Cup, Long Island               | World Series   | 303 000 $      | Dur (ext.)     | Ievgueni Kafelnikov | Jan Siemerink      | 7-60, 6-2       |                |
| 7  | 19-08-1996 | Waldbaum’s Hamlet Cup, Long Island             | World Series   | 225 000 $      | Dur (ext.)     | Andreï Medvedev     | Martin Damm        | 7-5, 6-3        |                |
| 8  | 18-08-1997 | Waldbaum’s Hamlet Cup, Long Island             | World Series   | 303 000 $      | Dur (ext.)     | Carlos Moyà         | Patrick Rafter     | 6-4, 7-61       |                |
| 9  | 24-08-1998 | Hamlet Cup, Long Island                        | Int' Series    | 315 000 $      | Dur (ext.)     | Patrick Rafter      | Félix Mantilla     | 7-63, 6-2       |                |
| 10 | 23-08-1999 | Hamlet Cup, Long Island                        | Int' Series    | 325 000 $      | Dur (ext.)     | Magnus Norman       | Àlex Corretja      | 7-64, 4-6, 6-3  |                |
| 11 | 21-08-2000 | Hamlet Cup, Long Island                        | Int' Series    | 390 200 $      | Dur (ext.)     | Magnus Norman       | Thomas Enqvist     | 6-3, 5-7, 7-5   |                |
| 12 | 20-08-2001 | Hamlet Cup, Long Island                        | Int' Series    | 390 200 $      | Dur (ext.)     | Tommy Haas          | Pete Sampras       | 6-3, 3-6, 6-2   |                |
| 13 | 19-08-2002 | TD Waterhouse Hamlet Cup, Long Island          | Int' Series    | 455 000 $      | Dur (ext.)     | Paradorn Srichaphan | Juan Ignacio Chela | 5-7, 6-2, 6-2   | Tableau        |
| 14 | 18-08-2003 | TD Waterhouse Cup, Long Island                 | Int' Series    | 355 000 $      | Dur (ext.)     | Paradorn Srichaphan | James Blake        | 6-2, 6-4        | Tableau        |
| 15 | 23-08-2004 | TD Waterhouse Cup, Long Island                 | Int' Series    | 355 000 $      | Dur (ext.)     | Lleyton Hewitt      | Luis Horna         | 6-3, 6-1        | Tableau        |
|    | 2005-2017  | Pas de tournoi                                 | Pas de tournoi | Pas de tournoi | Pas de tournoi | Pas de tournoi      | Pas de tournoi     | Pas de tournoi  | Pas de tournoi |
| 16 | 12-02-2018 | New York Open, Long Island                     | ATP 250        | 668 460 $      | Dur (int.)     | Kevin Anderson      | Sam Querrey        | 4-6, 6-3, 7-61  | Tableau        |
| 17 | 11-02-2019 | New York Open, Long Island                     | ATP 250        | 694 995 $      | Dur (int.)     | Reilly Opelka       | Brayden Schnur     | 6-1, 67-7, 7-67 | Tableau        |
| 18 | 10-02-2020 | New York Open, Long Island                     | ATP 250        | 719 320 $      | Dur (int.)     | Kyle Edmund         | Andreas Seppi      | 7-5, 6-1        | Tableau        |

### Double
| No | Date       | Nom et lieu du tournoi                         | Catégorie      | Dotation       | Surface        | Vainqueurs                          | Finalistes                             | Score            |                |
| -- | ---------- | ---------------------------------------------- | -------------- | -------------- | -------------- | ----------------------------------- | -------------------------------------- | ---------------- | -------------- |
| 1  | 20-08-1990 | Norstar Bank Hamlet Challenge Cup, Long Island | World Series   | 225 000 $      | Dur (ext.)     | Guy Forget Jakob Hlasek             | Udo Riglewski Michael Stich            | 2-6, 6-3, 6-4    |                |
| 2  | 19-08-1991 | Norstar Bank Hamlet Challenge Cup, Long Island | World Series   | 225 000 $      | Dur (ext.)     | Eric Jelen Carl-Uwe Steeb           | Doug Flach Diego Nargiso               | 0-6, 6-4, 7-6    |                |
| 3  | 24-08-1992 | Waldbaum’s Hamlet Cup, Long Island             | World Series   | 235 000 $      | Dur (ext.)     | Francisco Montana Greg Van Emburgh  | Gianluca Pozzi Olli Rahnasto           | 6-4, 6-2         |                |
| 4  | 23-08-1993 | Waldbaum’s Hamlet Cup, Long Island             | World Series   | 275 000 $      | Dur (ext.)     | Marc-Kevin Goellner David Prinosil  | Arnaud Boetsch Olivier Delaitre        | 6-7, 7-5, 6-2    |                |
| 5  | 22-08-1994 | Waldbaum’s Hamlet Cup, Long Island             | World Series   | 288 750 $      | Dur (ext.)     | Olivier Delaitre Guy Forget         | Andrew Florent Mark Petchey            | 6-4, 7-6         |                |
| 6  | 21-08-1995 | Genovese Hamlet Cup, Long Island               | World Series   | 303 000 $      | Dur (ext.)     | Cyril Suk Daniel Vacek              | Rick Leach Scott Melville              | 5-7, 7-6, 7-6    |                |
| 7  | 19-08-1996 | Waldbaum’s Hamlet Cup, Long Island             | World Series   | 225 000 $      | Dur (ext.)     | Luke Jensen Murphy Jensen           | Hendrik Dreekmann Aleksandr Volkov     | 6-3, 7-6         |                |
| 8  | 18-08-1997 | Waldbaum’s Hamlet Cup, Long Island             | World Series   | 303 000 $      | Dur (ext.)     | Marcos Ondruska David Prinosil      | Mark Keil T.J. Middleton               | 6-4, 6-4         |                |
| 9  | 24-08-1998 | Hamlet Cup, Long Island                        | Int' Series    | 315 000 $      | Dur (ext.)     | Julián Alonso Javier Sánchez        | Brandon Coupe Dave Randall             | 6-4, 6-4         |                |
| 10 | 23-08-1999 | Hamlet Cup, Long Island                        | Int' Series    | 325 000 $      | Dur (ext.)     | Olivier Delaitre Fabrice Santoro    | Jan-Michael Gambill Scott Humphries    | 7-5, 6-4         |                |
| 11 | 21-08-2000 | Hamlet Cup, Long Island                        | Int' Series    | 390 200 $      | Dur (ext.)     | Jonathan Stark Kevin Ullyett        | Jan-Michael Gambill Scott Humphries    | 6-4, 6-4         |                |
| 12 | 20-08-2001 | Hamlet Cup, Long Island                        | Int' Series    | 390 200 $      | Dur (ext.)     | Jonathan Stark Kevin Ullyett        | Leoš Friedl Radek Štěpánek             | 6-1, 6-4         |                |
| 13 | 19-08-2002 | TD Waterhouse Hamlet Cup, Long Island          | Int' Series    | 455 000 $      | Dur (ext.)     | Mahesh Bhupathi Mike Bryan          | Petr Pála Pavel Vízner                 | 6-3, 6-4         | Tableau        |
| 14 | 18-08-2003 | TD Waterhouse Cup, Long Island                 | Int' Series    | 355 000 $      | Dur (ext.)     | Robbie Koenig Martín Rodríguez      | Martin Damm Cyril Suk                  | 6-3, 7-64        | Tableau        |
| 15 | 23-08-2004 | TD Waterhouse Cup, Long Island                 | Int' Series    | 355 000 $      | Dur (ext.)     | Antony Dupuis Michaël Llodra        | Yves Allegro Michael Kohlmann          | 6-2, 6-4         | Tableau        |
|    | 2005-2017  | Pas de tournoi                                 | Pas de tournoi | Pas de tournoi | Pas de tournoi | Pas de tournoi                      | Pas de tournoi                         | Pas de tournoi   | Pas de tournoi |
| 16 | 12-02-2018 | New York Open, Long Island                     | ATP 250        | 668 460 $      | Dur (int.)     | Max Mirnyi Philipp Oswald           | Wesley Koolhof Artem Sitak             | 6-4, 4-6, [10-6] | Tableau        |
| 17 | 11-02-2019 | New York Open, Long Island                     | ATP 250        | 694 995 $      | Dur (int.)     | Kevin Krawietz Andreas Mies         | Santiago González Aisam-Ul-Haq Qureshi | 6-4, 7-5         | Tableau        |
| 18 | 10-02-2020 | New York Open, Long Island                     | ATP 250        | 719 320 $      | Dur (int.)     | Aisam-Ul-Haq Qureshi Dominic Inglot | Reilly Opelka Steve Johnson            | 7-65, 7-66       | Tableau        |

## Palmarès dames

### Simple
| No | Date       | Nom et lieu du tournoi                         | Catégorie | Dotation | Surface         | Vainqueure       | Finaliste      | Score    |         |
| -- | ---------- | ---------------------------------------------- | --------- | -------- | --------------- | ---------------- | -------------- | -------- | ------- |
| 1  | 26-02-1968 | Long Island Indoors, Brookville                |           | NC       | Moquette (int.) | Billie Jean King | Rosie Casals   | NC       |         |
| 2  | 11-04-1977 | Lionel Cup of Port Washington, Port Washington |           | 20 000 $ | Moquette (int.) | Billie Jean King | Caroline Stoll | 6-1, 6-1 | Tableau |

### Double
| No | Date       | Nom et lieu du tournoi                        | Catégorie | Dotation | Surface         | Vainqueures                     | Finalistes                     | Score    |         |
| -- | ---------- | --------------------------------------------- | --------- | -------- | --------------- | ------------------------------- | ------------------------------ | -------- | ------- |
| 1  | 11-04-1977 | Lionel Cup of Port Washington Port Washington |           | 20 000 $ | Moquette (int.) | Billie Jean King Renée Richards | Patricia Bostrom Jane Stratton | 6-3, 6-0 | Tableau |